# Mattis Stenshagen
Mattis Stenshagen, né le 13 août 1996, est un fondeur norvégien.

## Biographie
Il est actif dans les courses juniors scandinaves à partir de la saison 2012-2013, y en remportant une dès celle-ci.
Mattis Stenshagen remporte son premier titre international aux Championnats du monde junior 2016, sur le relais, puis la médaille d'argent au quinze kilomètres libre derrière Ivan Yakimushkin. Il démarre dans la Coupe du monde en décembre 2016 au mini-Tour de Lillehammer, où il marque quelques points au dix kilomètres libre.
En janvier 2018, il signe son premier top dix dans l'élite avec le septième rang au quinze kilomètres classique de Planica, puis devient champion du monde des moins de 23 ans du quinze kilomètres classique. Il montre aussi du potentiel sur les sprints, se classant ensuite dix-septième à Drammen. Un an plus tard, c'est à Otepää que Stenshagen se met en évidence, atteignant la finale du sprint classique (5e) et terminant huitième du quinze kilomètres classique.

## Palmarès

### Coupe du monde
- Meilleur classement général : 63e en 2019.
- 1 podium en individuelle : 1 troisième place.
- 1 podium  en relais.

| Saison / Épreuve | Général | Général | Distance | Distance | Sprint | Sprint |
| ---------------- | ------- | ------- | -------- | -------- | ------ | ------ |
| Saison / Épreuve | Place   | Points  | Place    | Points   | Place  | Points |
| 2017             | 144e    | 7       | 99e      | 7        | -      | -      |
| 2018             | 70e     | 65      | 50e      | 51       | 65e    | 14     |
| 2019             | 63e     | 89      | 53e      | 43       | 40e    | 46     |

### Championnat du monde junior
- Médaille d'or en relais en 2016.
- Médaille d'argent du quinze kilomètres libre en 2016

### Championnat du monde des moins de 23 ans
- Médaille d'or du 15 km classique en 2018.

### Coupe de Scandinavie
- Vainqueur du classement général en 2019.
- 2 victoires.